# Рагнгільд Шведська
Рагнгільд Шведська (швед. Ragnhild av Tälje) — католицька свята, шанується в Швеції. Згідно з легендою, вона була королевою Швеції і дружиною короля Інге II Молодшого.

## Біографія
Рагнгільд, за переказами, заснувала церкву в Седертельє, в якій згодом її поховала. Якщо вона дійсно є історичною особою, то вона, ймовірно, жила в кінці XI — початку XII століть, однак перші джерела, що розповідають про її життя, датуються лише XV століттям. Епітафія в церкві, як передбачається, є репродукцією XVII століття, автором якої був шведський антиквар Еліас Пальмск'єльд. У літературних джерелах XV століття Рагнгільд називається королевою і дочкою Гальстена Стенкілсона (незрозуміло, чи йде мова про короля Гальстена Стенкільсона чи про якусь іншу особу). Передбачається, що вона могла бути дружиною Інге Старшого або  Інге Молодшого (проте в цьому випадку з генеалогічних і хронологічних міркувань вона не може бути дочкою короля Гальстена Стенкілсона). За словами Свена Лагербрінга, Рагнгільд, ймовірно, була дочкою Гальстена Фолькессона, що узгоджується з тим фактом, що вона також належала до раннього роду Б'єльбу. Настінні фрески із зображенням Рагнгільд XV століття знаходяться в церквах Берьє і Вікста в Уппланді, а також в Ененгере в Гельсінгланді (всі три поселення належать дієцезії Уппсали).
Інтерес до Рагнгільд (як і до деяких інших середньовічних місцевошанованих святих) був відроджений за часів після Реформації і супроводжувався загальним інтересом до давньої історії Швеції. У випадку Рагнгільд, публікація у 1623 році праці «Vitis aquilonia» Йоганнеса Вастовіуса, стала причиною переосмислення людської фігури на гербі міста Седертельє: нині вважається, що на ньому зображена саме Рагнгільд.